# دوري أبطال أوروبا 2025–26
دوري أبطال أوروبا 2025–26 (بالإنجليزية: 2025–26 UEFA Champions League) هو الموسم الحادي والسبعين من بطولة كرة القدم الأوروبية الأولى للأندية التي ينظمها الاتحاد الأوروبي لكرة القدم، والموسم الرابع والثلاثين منذ إعادة تسميتها من كأس الأندية الأوروبية البطلة إلى دوري أبطال أوروبا.
ستقام المباراة النهائية في 30 مايو 2026 على ملعب بوشكاش أرينا في بودابست، المجر. 
سيكون هذا الموسم هو الثاني بالنظام الجديد، حيت ستشهد البطولة مشاركة 36 ناديا بدل 32، و بالتالي فأصبحت مرحلة المجموعات بطولة مصغرة تضم 36 فريقًا يلعب فيها كل فريق 8 مباريات. ومع ذلك، فإن شكل مراحل التصفيات ومرحلة خروج المغلوب لم يتغير
باريس سان جيرمان هو حامل اللقب، بعد أن فاز بلقبه الأول الموسم الماضي على نادي انتر ميلان الإيطالي

## مرحلة الدوري
أرسنال

 تشيلسي

 توتنهام هوتسبير

فرق مدريد

 أتلتيكو مدريد

ستُجرى قرعة مرحلة الدوري لدوري أبطال أوروبا 2025-26 في منتدى غريمالدي في موناكو في 28 أغسطس 2025. سيتم تقسيم الفرق الـ 36 إلى أربعة تصنيفات، كل تصنيف يتكون من تسعة فرق بناءً على ترتيب الاتحاد الأوروبي لكرة القدم ، بإستثناء حاملي لقب دوري أبطال أوروبا، الذين يتم وضعهم تلقائيًا كأعلى تصنيف في الوعاء 1.
سيتم سحب قرعة الفرق الستة والثلاثين يدويًا، ثم يقوم برنامج آلي بسحب ثمانية خصوم مختلفين عشوائيًا، لتحديد مبارياتهم على أرضهم ومبارياتهم خارجها. يواجه كل فريق خصمين من كل تصنيف من التصنيفات الأربعة، أحدهما على أرضه والآخر خارجها. لا يمكن للفرق مواجهة خصوم من اتحادها، ويمكن سحبها فقط ضد فريقين كحد أقصى من الاتحاد نفسه.
سيشارك نادي روايال أونيون سان جيلواز لأول مرة في مرحلة الدوري/دور المجموعات.
اعتبارًا من 25 مايو 2025، تأهلت الفرق التالية لمرحلة الدوري:
| التصنيف 1 - باريس سان جيرمان 118.500 - ريال مدريد 143.500 - مانشستر سيتي 137.750 - بايرن ميونخ 135.250 - ليفربول 125.500 - إنتر ميلان 116.250 - تشيلسي 109.000 - بوروسيا دورتموند 106.750 - برشلونة 103.250 | التصنيف 2 - أرسنال 98.000 - باير ليفركوزن 95.250 - أتلتيكو مدريد 93.500 - أتالانتا 82.000 - فياريال 82.000 - يوفنتوس 74.250 - آينتراخت فرانكفورت 74.000 | التصنيف 2/3 - توتنهام هوتسبير 70.250 التصنيف 3 - بي إس في آيندهوفن 69.250 - أياكس 67.250 - نابولي 61.000 - سبورتينغ لشبونة 59.000 - أولمبياكوس 56.500 - سلافيا براغ 51.000 - أولمبيك مرسيليا 48.000 | التصنيف 3/4 - موناكو 41.000 التصنيف 4 - غلطة سراي 38.250 - روايال أونيون سان جيلواز 36.000 - أثلتيك بلباو 26.750 - نيوكاسل يونايتد 23.039 |  |